# Balamuri, Madikeri
Balamuri là một làng thuộc tehsil Madikeri, huyện Kodagu, bang Karnataka, Ấn Độ.